# Honasigere Kaval, Tumkur
Honasigere Kaval là một làng thuộc tehsil Tumkur, huyện Tumkur, bang Karnataka, Ấn Độ.